# Puente Triple (Liubliana)
El Puente Triple (en esloveno: Tromostovje, en fuentes más antiguas también Tromostje) es un grupo de tres puentes que cruzan el río Ljubljanica. Conecta el Ljubljana histórico, medieval y céntrico a un lado, y la ciudad moderna de Ljubljana, capital de Eslovenia, en el otro.

## Diseño
El puente central está en parte construido con caliza. La barandilla tiene 642 balaustres hechos de hormigón artificial. La plataforma está cubierta con bloques de granito colocados en 2010. Anteriormente, estaba cubierto de asfalto.

## Historia

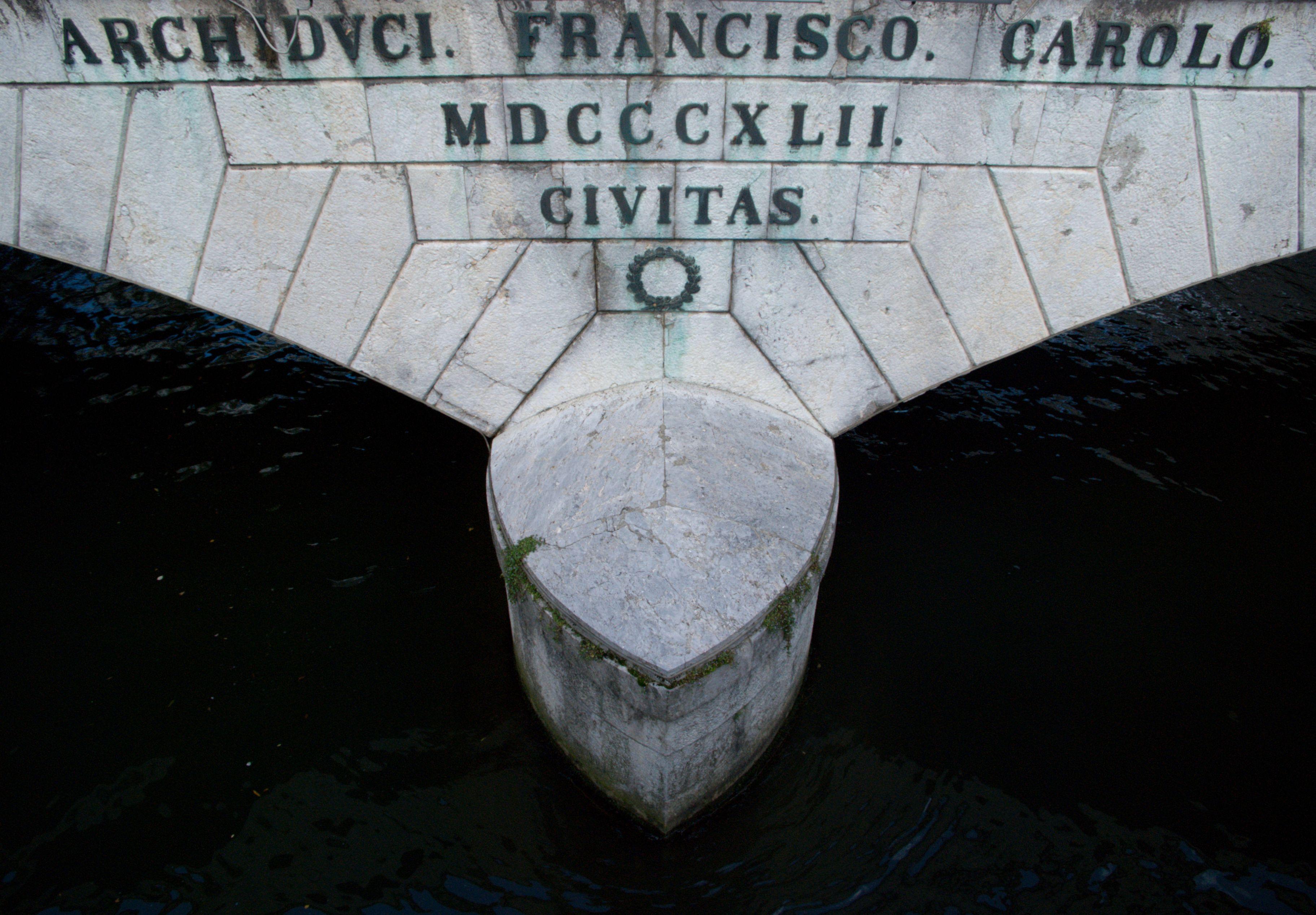
La inscripción en latín del puente central: "Al Archiduque Francisco Carlos. 1842. La ciudad."

Existen menciones de 1280 de un puente de madera en esta ubicación. Al principio se llamó el Puente Viejo (Stari most) y más tarde el Puente Inferior (Spodnji most), en contraste al Puente Superior que estuvo construido en la ubicación del hoy Puente de Cobbler en el mismo siglo. También se denominó el Puente Špital (Špitalski most) debido al cercano asilo, que fue construido a principios del siglo XIV. Fue construido de nuevo en 1657 después de un incendio.
En 1842, el Puente Inferior fue reemplazado por un puente nuevo diseñado por Giovanni Picco, un arquitecto italiano de Villach, y comenzó a conocerse como puente de Francisco (Frančev most), en honor del Archiduque Francisco Carlos de Austria. También comenzó a conocerse como el Puente Franciscano (Frančiškanski la mayoría).
Este puente, inaugurado el 25 de septiembre de 1842, tenía dos arcos y una valla de metal. La base del puente se ha preservado hasta el día de hoy, esto puede comprobarse por la dedicación inscrita al archiduque por encima de su pilar central, leyendo en latín "ARCHIDVCI. FRANCISCO. CAROLO. MDCCCXLII. CIVITAS.", que significa "Al Archiduque Francisco Carlos en 1842. La ciudad."
Para impedir el estrechamiento del arco de piedra de 1842, el arquitecto Jože Plečnik diseñó en 1929 la extensión del puente con dos pasarelas en un ángulo leve a cada lado. En colaboración con su estudiante Ciril Tavčar, quién dibujó los planos, escribió la propuesta el mismo año en la revista Ljubljanski Zvon. La construcción empezó en 1931 y continuó hasta la primavera de 1932. El puente se abrió al tráfico en abril de 1932.
El puente fue renovado en 1992. Desde 2007, los tres puentes son peatonales.

## Representaciones
- Un modelo del puente se muestra en Mini-Europa en Bruselas.
- El 23 de enero de 2012, celebrando el 140.º aniversario de nacimiento de Jože Plečnik, un cuadro del Puente Triple estuvo presentado como un logotipo de Google oficial (Doodle) en Eslovenia.[6]